# バトル・オブ・マジック 魔術師マーリンとアーサー王
『バトル・オブ・マジック 魔術師マーリンとアーサー王』（原題：Arthur & Merlin）は、2015年4月11日にロンドンの国立映画劇場（BFI Southbank）で公開されたイギリスの「アーサー王物語」を基にしたアドベンチャー映画。マルコ・ヴァン・ベルが監督・脚本を手掛け、カーク・バーカーとステファン・バトラーが主演を務めている。
日本では劇場未公開。2016年4月2日にトランスフォーマーから日本語字幕付きDVD（TMSS-338/レンタル:TMSD-406）を発売された。パッケージのキャッチコピーは「光と闇、果てなき魔法戦争。」。

## キャスト
- アーサー - カーク・バーカー（英語版）
- マーリン - ステファン・バトラー
- ヴォーティガン王 - デヴィッド・スターン
- アバソル - ナイジェル・クック
- オルウェン - シャーロット・ブリンブル
- ルーカン - エイドリアン・ブーシェ